# Sogamoso
Sogamoso is een stad en gemeente in het Colombiaanse departement Boyacá. De stad is de hoofdstad van de provincie Sugamuxi, een subregio van het departement, en is de op een na grootste stad van het departement. De stad ligt 228 kilometer ten noordoosten van de hoofdstad Bogotá, op een hoogte van 2569 meter boven zeeniveau. De gemeente telde in 2005 114.486 inwoners.
De stad is co-zetel van het rooms-katholieke bisdom Duitama-Sogamoso.

## Geboren
- Rafaël Acevedo (1957), wielrenner
- Fabio Parra (1959), wielrenner
- Henry Cárdenas (1965), wielrenner
- Álvaro Sierra (1967), wielrenner
- Chepe González (1968), wielrenner
- Iván Parra (1975), wielrenner

- Library of Congress Control Number: n92010395
- Nationale Bibliotheek van Israël: 987007567625605171
- Virtual International Authority File: 156079017

Almeida
· Aquitania
· Arcabuco
· Belén
· Berbeo
· Betéitiva
· Boavita
· Boyacá
· Briceño
· Buenavista
· Busbanzá
· Caldas
· Campohermoso
· Cerinza
· Chinavita
· Chiquinquirá
· Chíquiza
· Chiscas
· Chita
· Chitaraque
· Chivatá
· Chivor
· Ciénega
· Cómbita
· Coper
· Corrales
· Covarachía
· Cubará
· Cucaita
· Cuítiva
· Duitama
· El Cocuy
· El Espino
· Firavitoba
· Floresta
· Gachantivá
· Gámeza
· Garagoa
· Guacamayas
· Guateque
· Guayatá
· Güicán
· Iza
· Jenesano
· Jericó
· La Capilla
· La Uvita
· La Victoria
· Labranzagrande
· Macanal
· Maripí
· Miraflores
· Mongua
· Monguí
· Moniquirá
· Motavita
· Muzo
· Nobsa
· Nuevo Colón
· Oicatá
· Otanche
· Pachavita
· Páez
· Paipa
· Pajarito
· Panqueba
· Pauna
· Paya
· Paz de Río
· Pesca
· Pisba
· Puerto Boyacá
· Quípama
· Ramiriquí
· Ráquira
· Rondón
· Saboyá
· Sáchica
· Samacá
· San Eduardo
· San José de Pare
· San Luis de Gaceno
· San Mateo
· San Miguel de Sema
· San Pablo de Borbur
· Santa María
· Santa Rosa de Viterbo
· Santa Sofía
· Santana
· Sativanorte
· Sativasur
· Siachoque
· Soatá
· Socha
· Socotá
· Sogamoso
· Somondoco
· Sora
· Soracá
· Sotaquirá
· Susacón
· Sutamarchán
· Sutatenza
· Tasco
· Tenza
· Tibaná
· Tibasosa
· Tinjacá
· Tipacoque
· Toca
· Togüí
· Tópaga
· Tota
· Tunja
· Tununguá
· Turmequé
· Tuta
· Tutazá
· Umbita
· Ventaquemada
· Villa de Leyva
· Viracachá
· Zetaquira